# Michel Van Vaerenbergh
Michel Van Vaerenbergh, né le 21 février 1920 et mort le 11 mars 1986, est un joueur de football international belge actif du milieu des années 1930 au début des années 1950. Il est surtout connu pour sa longue période au Sporting Anderlecht, avec lequel il remporte trois fois le championnat de Belgique.

## Carrière
Michel Van Vaerenbergh n'a que seize ans quand il est aligné pour la première fois avec l'équipe première du Sporting Anderlecht en 1936. Il démontre rapidement un certain sens du but et est meilleur buteur du club dès sa première saison avec neuf buts inscrits bien qu'il joue comme milieu de terrain. Il réédite cette performance lors des saisons 1938-1939 et 1941-1942, inscrivant respectivement quinze et douze buts. Il voit ensuite arriver le buteur Jef Mermans en provenance du Tubantia Borgerhout, avec qui il va former un duo redoutable.
Après la Seconde Guerre mondiale, Anderlecht s'installe parmi les clubs importants du pays et, mené notamment par son attaque prolifique, remporte trois titres de champion en quatre ans de 1947 à 1950. Après ce troisième sacre, la direction du Sporting veut recruter l'attaquant Marcel De Corte, actif au Racing de Gand, en Promotion, à l'époque troisième et dernier niveau national. Malgré l'écart de divisions, Anderlecht envoie cinq joueurs, dont Michel Van Vaerenbergh, à Gand pour attirer sa nouvelle recrue.
Renforcée par ses cinq renforts issus de l'élite nationale, l'équipe gantoise domine sa série et remporte le titre en inscrivant 86 buts. La saison suivante est également couronnée de succès avec un second titre consécutif, permettant à Michel Van Vaerenbergh de retrouver la Division 1, un retour après 17 ans pour le club. Malheureusement, la spirale positive cesse et le club ne peut assurer son maintien au plus haut niveau. Avec cette relégation, Van Vaerenbergh décide de mettre un terme à sa carrière de joueur. Il meurt le 11 mars 1986 à l'âge de 66 ans.

## Statistiques
| Saison                | Club                  | Championnat           | Championnat | Championnat | Coupe(s) nationale(s) | Coupe(s) nationale(s) | Total | Total |
| Saison                | Club                  | Division              | M.          | B.          | M.                    | B.                    | M.    | B.    |
| 1936-1937             | RSC Anderlecht        | Division 1            | -           | 9           | 0                     | 0                     | 0     | 9     |
| 1937-1938             | RSC Anderlecht        | Division 1            | -           | -           | 0                     | 0                     | 0     | 0     |
| 1938-1939             | RSC Anderlecht        | Division 1            | 26          | 15          | 0                     | 0                     | 26    | 15    |
| 1941-1942             | RSC Anderlecht        | Division 1            | -           | 12          | 0                     | 0                     | 0     | 12    |
| 1942-1943             | RSC Anderlecht        | Division 1            | -           | -           | 0                     | 0                     | 0     | 0     |
| 1943-1944             | RSC Anderlecht        | Division 1            | -           | -           | 0                     | 0                     | 0     | 0     |
| 1945-1946             | RSC Anderlecht        | Division 1            | -           | -           | 0                     | 0                     | 0     | 0     |
| 1946-1947             | RSC Anderlecht        | Division 1            | -           | -           | 0                     | 0                     | 0     | 0     |
| 1947-1948             | RSC Anderlecht        | Division 1            | -           | -           | 0                     | 0                     | 0     | 0     |
| 1948-1949             | RSC Anderlecht        | Division 1            | -           | -           | 0                     | 0                     | 0     | 0     |
| 1949-1950             | RSC Anderlecht        | Division 1            | -           | -           | 0                     | 0                     | 0     | 0     |
| Sous-total            | Sous-total            | Sous-total            | 26          | 36          | 0                     | 0                     | 26    | 36    |
| 1950-1951             | KRC Gand              | Division 3            | -           | -           | 0                     | 0                     | 0     | 0     |
| 1951-1952             | KRC Gand              | Division 2            | -           | -           | 0                     | 0                     | 0     | 0     |
| 1952-1953             | KRC Gand              | Division 1            | -           | -           | 0                     | 0                     | 0     | 0     |
| Sous-total            | Sous-total            | Sous-total            | -           | -           | 0                     | 0                     | 0     | 0     |
| Total sur la carrière | Total sur la carrière | Total sur la carrière | 26          | 36          | 0                     | 0                     | 26    | 36    |

## Palmarès
- 3 fois champion de Belgique en 1947, 1949 et 1950 avec le RSC Anderlecht.
- 1 fois champion de Belgique de Division 2 en 1952 avec le KRC Gand.
- 1 fois champion de Belgique de Division 3 en 1951 avec le KRC Gand.

## Carrière internationale
Michel Van Vaerenbergh compte cinq convocations en équipe nationale belge, pour seulement deux matches joués. Il dispute son premier match avec les « Diables Rouges » le 30 mai 1946 lors d'un match amical contre les Pays-Bas au cours duquel il inscrit un but. Il est convoqué trois fois durant l'année 1947 mais ne joue pas. Il est rappelé le 2 janvier 1949 pour disputer une rencontre amicale contre l'Espagne.
Le tableau ci-dessous reprend toutes les sélections de Michel Van Vaerenbergh. Le score de la Belgique est toujours indiqué en gras. Les rencontres qu'il ne joue pas sont indiquées en italique.
| Date       | Compétition  | Adversaire | Lieu      | Score | Remarque    |
| ---------- | ------------ | ---------- | --------- | ----- | ----------- |
| 30/05/1946 | Match amical | Pays-Bas   | Anvers    | 2-2   | But inscrit |
| 04/05/1947 | Match amical | Pays-Bas   | Anvers    | 1-2   |             |
| 18/05/1947 | Match amical | Écosse     | Bruxelles | 2-1   |             |
| 01/06/1947 | Match amical | France     | Colombes  | 4-2   |             |
| 02/01/1949 | Match amical | Espagne    | Barcelone | 1-1   | 68e         |